# Klasična masaža
Masaža pomeni izmenjavo dotika med dlanmi in telesom, na primer glavo, rokami in stopali. Osrednji del masaže je dotik, kljub temu pa dobra masaža ne prodre samo v kožo, ampak celo globlje, v mišice in kosti.
Masaža spada med najstarejše in najpreprostejše načine zdravljenja. Še zlasti na Vzhodu je razširjeno prepričanje, da redna masaža koristi vsem ljudem, ne glede na starost. Na Zahodu je bila koristnost masaže od nekdaj priznana tudi na področju športa, kasneje pa se je njena raba preselila na druga področja.
Masaža spodbuja ali miri, to je odvisno od globine in hitrosti masiranja. Odpravlja napetost, preganja nespečnost ter sprošča boleče mišice, torej poskrbi za dobro počutje. Nekateri so prepričani, da že samo ugodje, ki ga povzroča masaža, učinkuje zdravilno. 
Masaža prinaša številne koristi. Njena prednost je tudi v tem, da je prijetno masirati in biti masiran. Naučiti se je ni težko. Masaža naj bi bila nekaj, kar naj bi ga nagonsko vsi počeli.  Kadar se nas loteva glavobol, gladimo po čelu; če hočemo potolažiti otroka, ga potrepljamo po glavi, prijatelja primemo za roko in ga potolažimo. Praviloma se masažo izvaja na ustreznih masažnih mizah, ki s svojo funkcionalnostjo lahko izboljšajo učinek masaže. Ključna je trdnost in stabilnost masažne mize ter udobje za masiranca. 